# Município de Salt Lick (condado de Perry, Ohio)
O município de Salt Lick (em inglês: Salt Lick Township) é um município localizado no condado de Perry no estado estadounidense de Ohio. No ano de 2010 tinha uma população de 1.262 habitantes e uma densidade populacional de 23,25 pessoas por km².

## Geografia
O município de Salt Lick encontra-se localizado nas coordenadas 39° 37′ 11″ N, 82° 11′ 59″ O. Segundo o Departamento do Censo dos Estados Unidos, o município tem uma superfície total de 54.28 km², da qual 53,96 km² correspondem a terra firme e (0,59 %) 0,32 km² é água.

## Demografia
Segundo o censo de 2010, tinha 1.262 habitantes residindo no município de Salt Lick. A densidade populacional era de 23,25 hab./km². Dos 1.262 habitantes, o município de Salt Lick estava composto pelo 97,7 % brancos, o 0,08 % eram afroamericanos, o 0,08 % eram insulares do Pacífico e o 2,14 % eram de uma mistura de raças. Do total da população o 0,32 % eram hispanos ou latinos de qualquer raça.